# Yeremi Pino
Pour les articles homonymes, voir Pino (homonymie).
Yeremi Pino, né le 20 octobre 2002 à Las Palmas de Grande Canarie en Espagne, est un footballeur international espagnol qui joue au poste d'ailier gauche au Villarreal CF.

## Biographie

### Villarreal CF
Né à Las Palmas de Grande Canarie en Espagne, Yeremi Pino commence le football au Barrio Atlántico, puis à l'AD Huracán (en). Il rejoint le centre de formation du Villarreal CF en 2017, en provenance de l'UD LAS Palmas, après avoir refusé une offre du FC Barcelone.
Il joue son premier match en équipe première deux jours après son 18e anniversaire, le 22 octobre 2020, lors d'une rencontre de Ligue Europa face à Sivasspor. Il entre en jeu à la place de Francis Coquelin et son équipe remporte la partie par cinq buts à trois. Trois jours plus tard, il fait ses débuts en Liga, en entrant en jeu face au Cádiz FC (0-0). C'est contre le Qarabağ FK qu'il inscrit son premier but avec les professionnels, en Ligue Europa. Il participe ainsi à la victoire de son équipe (0-3).
Le 12 novembre 2020, il prolonge son contrat avec Villarreal jusqu'en 2024. Il remporte la Ligue Europa en 2021.
En octobre 2021, il fait partie de la liste des 20 finalistes pour le trophée du Golden Boy,.
Sa saison 2023-2024 s'interrompt prématurément en novembre 2023 en raison d'une rupture du ligament croisé antérieur du genou gauche survenue lors d'un entraînement.

### En sélection nationale
Yeremi Pino est sélectionné avec l'équipe d'Espagne des moins de 17 ans pour participer au championnat d'Europe des moins de 17 ans en 2019. Lors de ce tournoi organisé en Irlande, il est titulaire et prend part aux cinq matchs de son équipe. Il se fait remarquer dès la première rencontre, en marquant un but face à l'Autriche, participant à la nette victoire de son équipe (3-0). Les jeunes espagnols sont éliminés en demi-finale par les Pays-Bas (1-0).
Joueur par la suite de l'équipe d'Espagne des moins de 18 ans, il officie comme capitaine de cette sélection lors du tournoi de l'Algarve. Il marque avec cette équipe deux buts en début d'année 2020, contre le Mexique et le Danemark.
Le 30 septembre 2021, il est convoqué par Luis Enrique, le sélectionneur de l'équipe nationale d'Espagne pour le match de Ligue des nations face à l'Italie. Il honore sa première sélection lors de cette demi-finale face aux Italiens, le 6 octobre 2021, en entrant en jeu à la place de Ferran Torres. L'Espagne l'emporte par deux buts à un et accède donc à la finale. Le jeune ailier participe à la finale qui a lieu le 10 octobre suivant face à la France. Il entre en jeu à la place de Pablo Sarabia et son équipe est battue par deux buts à un,.
Le 29 mars 2022, Pino inscrit son premier but en sélection, à l'occasion d'un match amical contre l'Islande. Titularisé, il participe à la victoire de son équipe par cinq buts à zéro.
Le 11 novembre 2022, il fait partie de la sélection de 26 joueurs établie par Luis Enrique pour participer à la Coupe du monde 2022.

## Statistiques
| Saison                | Club                  | Championnat           | Championnat | Championnat | Championnat | Coupe(s) nationale(s) | Coupe(s) nationale(s) | Coupe(s) nationale(s) | Compétition(s) continentale(s) | Compétition(s) continentale(s) | Compétition(s) continentale(s) | Compétition(s) continentale(s) | Supercoupe UEFA | Supercoupe UEFA | Supercoupe UEFA | Espagne | Espagne | Espagne | Total | Total | Total |
| Saison                | Club                  | Division              | M.          | B.          | P.d.        | M.                    | B.                    | P.d.                  | Comp.                          | M.                             | B.                             | P.d.                           | M.              | B.              | P.d.            | M.      | B.      | P.d.    | M.    | B.    | P.d.  |
| 2020-2021             | Villarreal CF         | Liga                  | 24          | 3           | 1           | 4                     | 3                     | 0                     | C3                             | 9                              | 1                              | 0                              | -               | -               | -               | -       | -       | -       | 37    | 7     | 1     |
| 2021-2022             | Villarreal CF         | Liga                  | 31          | 6           | 4           | 1                     | 0                     | 0                     | C1                             | 7                              | 1                              | 0                              | 1               | 0               | 0               | 4       | 1       | 0       | 44    | 8     | 4     |
| 2022-2023             | Villarreal CF         | Liga                  | 36          | 4           | 6           | 2                     | 0                     | 0                     | C4                             | 8                              | 0                              | 1                              | -               | -               | -               | 7       | 1       | 0       | 53    | 5     | 7     |
| 2023-2024             | Villarreal CF         | Liga                  | 7           | 0           | 0           | -                     | -                     | -                     | C3                             | 3                              | 0                              | 0                              | -               | -               | -               | 1       | 0       | 0       | 11    | 0     | 0     |
| 2024-2025             | Villarreal CF         | Liga                  | 34          | 4           | 7           | 1                     | 0                     | 2                     | -                              | -                              | -                              | -                              | -               | -               | -               | 2       | 1       | 0       | 37    | 5     | 9     |
| Total sur la carrière | Total sur la carrière | Total sur la carrière | 132         | 17          | 18          | 8                     | 3                     | 2                     | -                              | 27                             | 2                              | 1                              | 1               | 0               | 0               | 14      | 3       | 1       | 182   | 25    | 22    |

### Liste des matchs internationaux
| Matchs internationaux de Yeremi Pino | Matchs internationaux de Yeremi Pino | Matchs internationaux de Yeremi Pino | Matchs internationaux de Yeremi Pino | Matchs internationaux de Yeremi Pino | Matchs internationaux de Yeremi Pino  | Matchs internationaux de Yeremi Pino                             |
|                                      | Date                                 | Lieu                                 | Adversaire                           | Résultat                             | Compétition                           | Notes                                                            |
| ------------------------------------ | ------------------------------------ | ------------------------------------ | ------------------------------------ | ------------------------------------ | ------------------------------------- | ---------------------------------------------------------------- |
| 1.                                   | 6 octobre 2021                       | Stade San Siro, Milan, Italie        | Italie                               | 1 - 2                                | Ligue des nations de l'UEFA 2020-2021 | Entré en jeu à la place de Ferran Torres à la 49e minute de jeu. |
| 2.                                   | 10 octobre 2021                      | Stade San Siro, Milan, Italie        | France                               | 1 - 2                                | Ligue des nations de l'UEFA 2020-2021 | Entré en jeu à la place de Pablo Sarabia à la 61e minute de jeu. |
| 3.                                   | 26 mars 2022                         | RCDE Stadium, Barcelone, Espagne     | Albanie                              | 2 - 1                                | Match amical                          | Entré en jeu à la place de Dani Carvajal à la 72e minute de jeu. |

## Palmarès

### En club
Avec le Villarreal CF, Yeremi Pino remporte la Ligue Europa en 2021 puis est finaliste de la Supercoupe de l'UEFA en 2021.

### En sélection
Avec l'Espagne, Yeremi Pino remporte la Ligue des nations en 2023 et en est finaliste en 2021.